# Estación Jaramillo

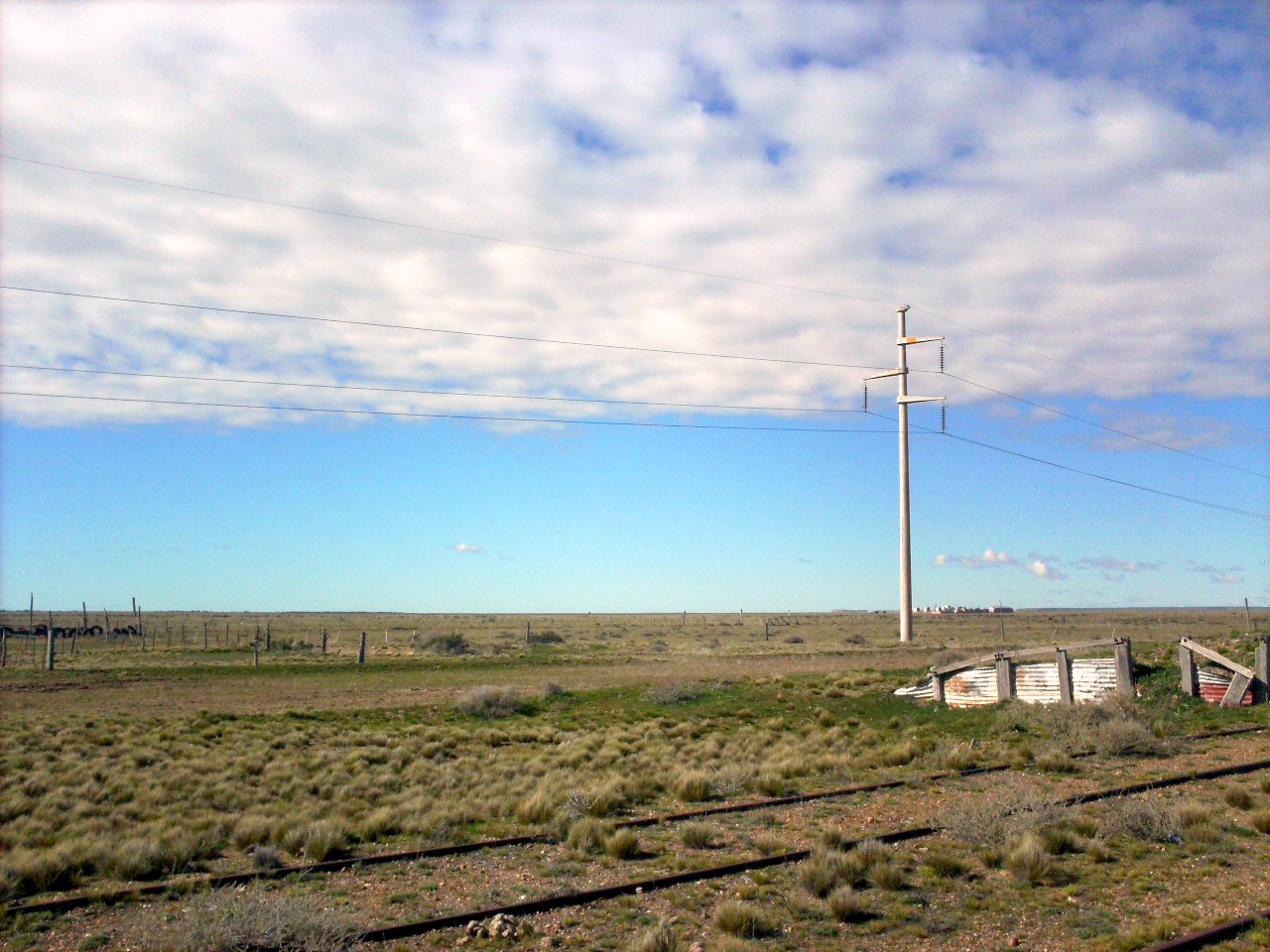
Rampa y corral de la estación en perfecta conservación.

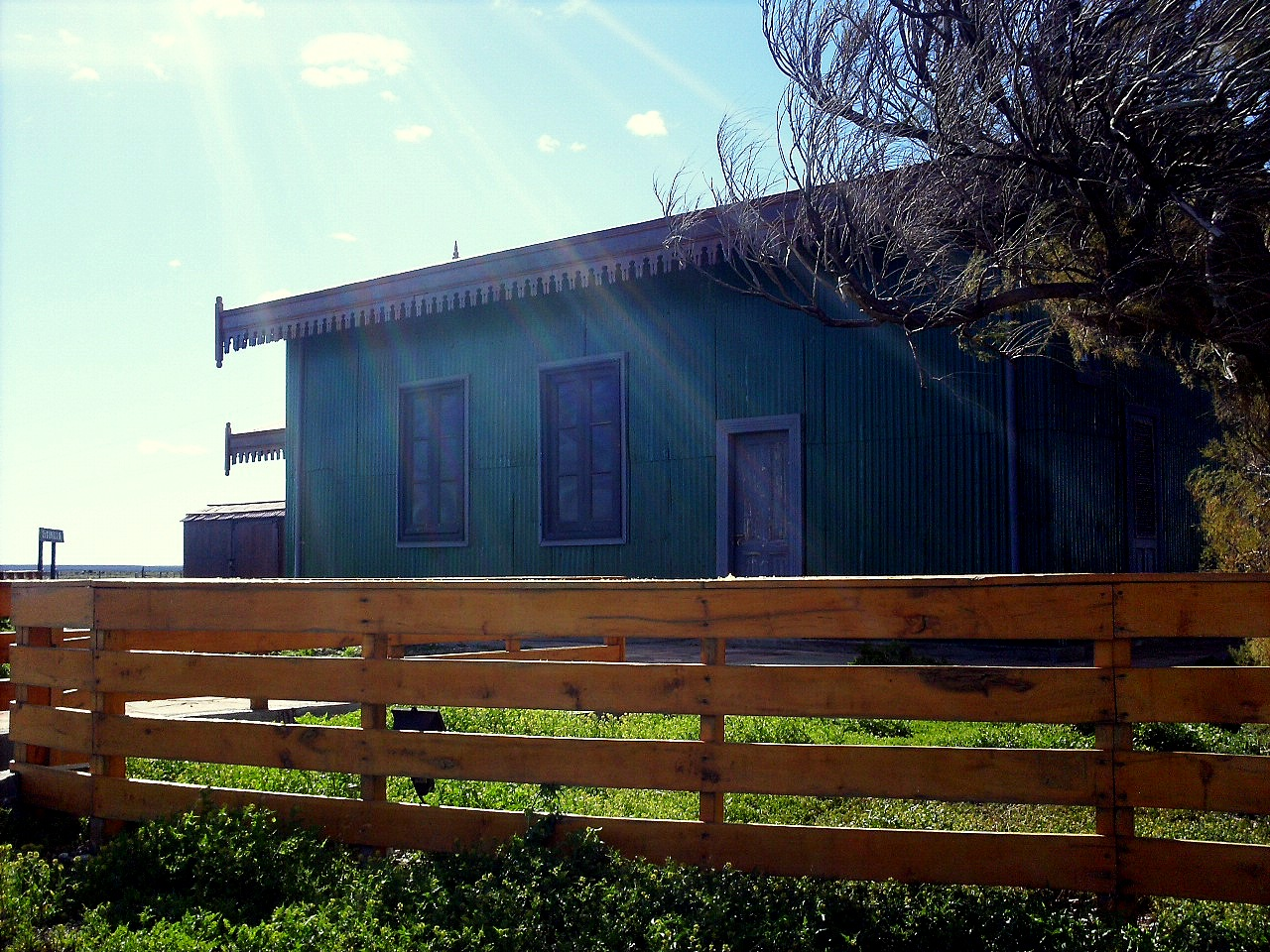
Parte posterior de la exestación con su entrada modificada para albergar un museo en instalación.

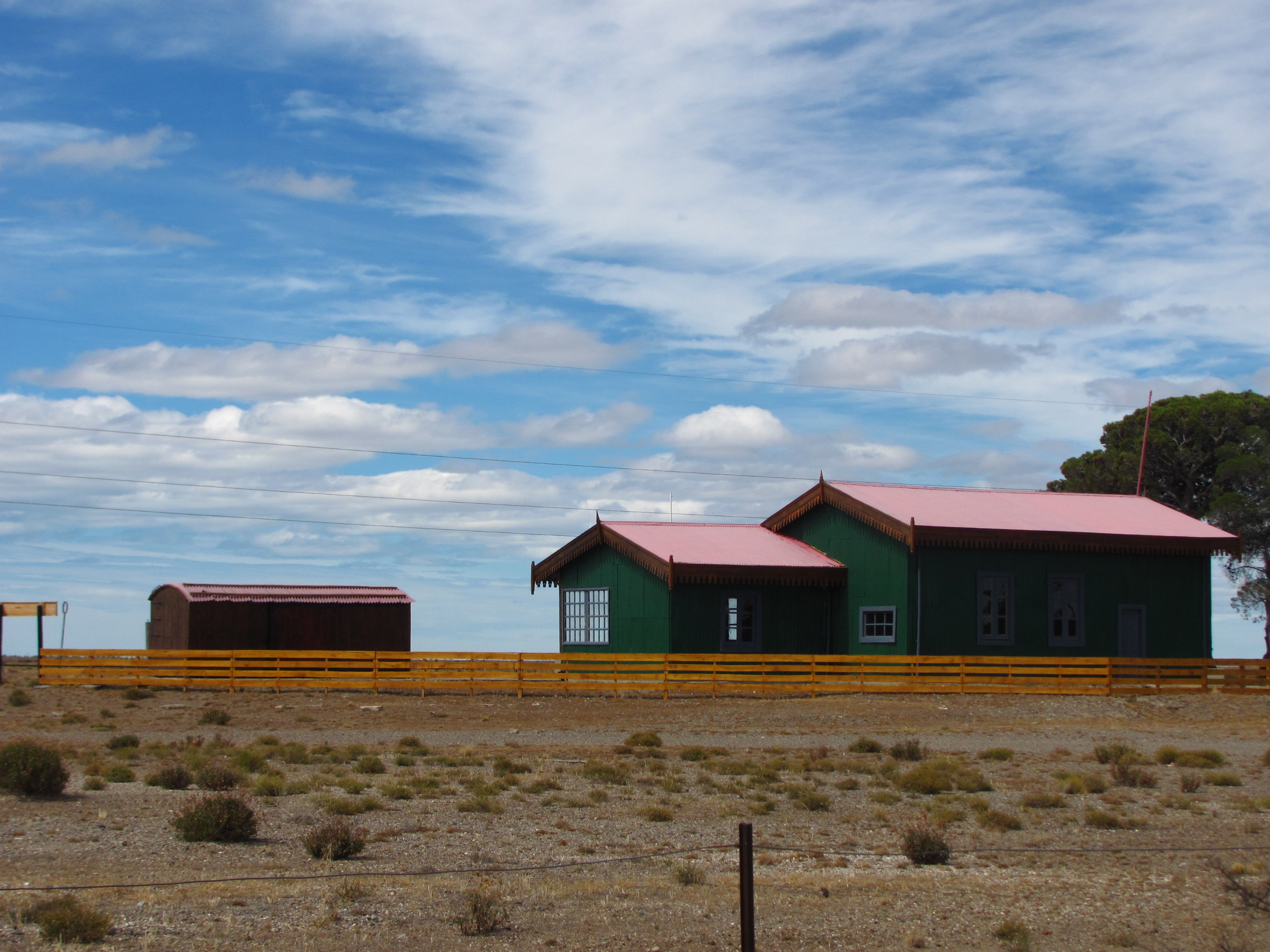
Vista de la exestación Jaramillo, restaurada hace poco, se observa también un vagón viejo usado como depósito y una ampliación.

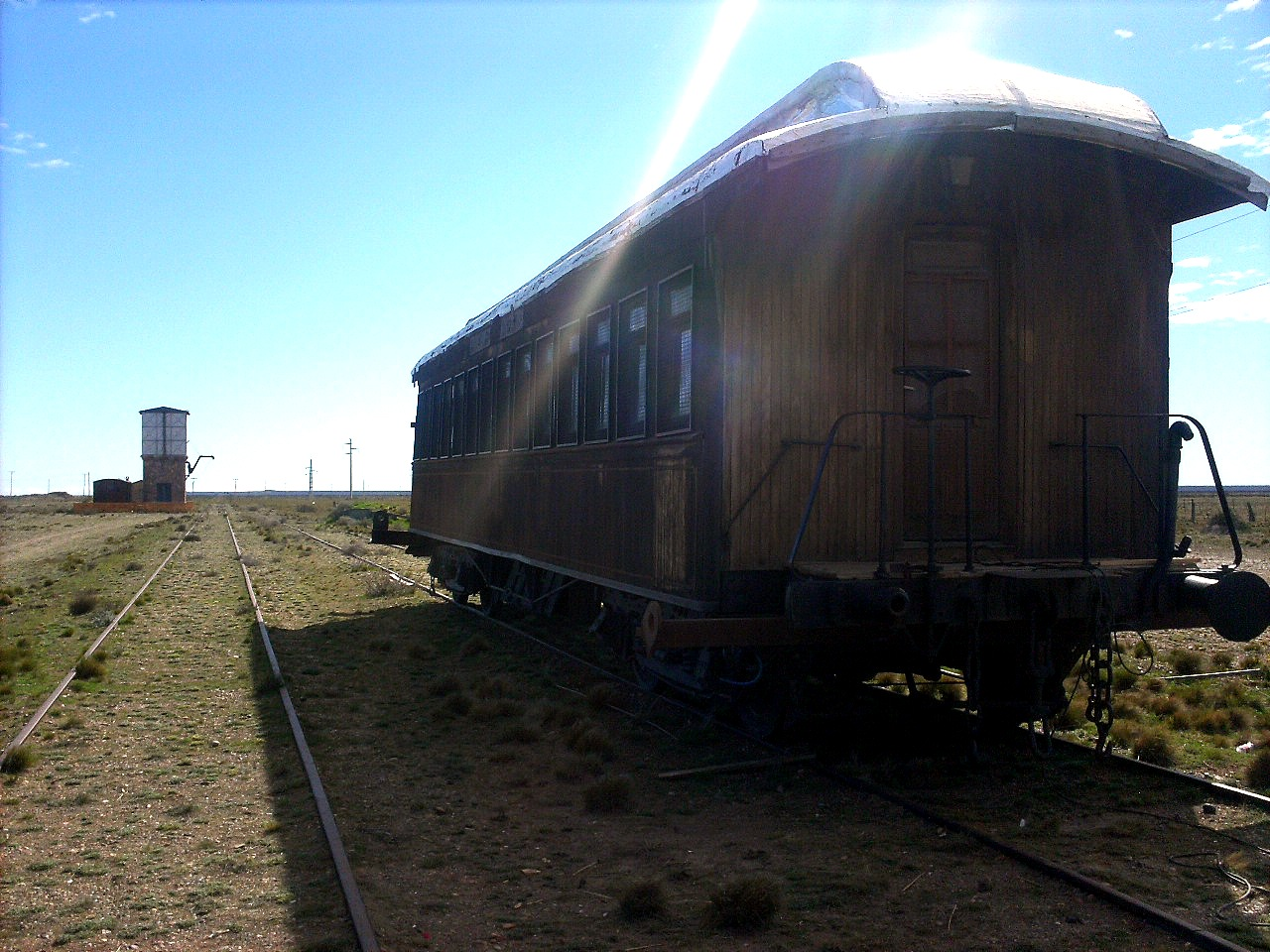
Vagón de pasajeros recientemente rescatado y en proceso de restauración a fuera de la estación Jaramillo

Jaramillo es una ex estación ferroviaria ubicada en la localidad del mismo nombre, en el Departamento Deseado, Provincia de Santa Cruz, Argentina.
Forma parte del Ferrocarril Patagónico que iba de Puerto Deseado a Las Heras, inaugurado en el año 1914 y que originalmente estaba planeado para terminar en el Nahuel Huapi.

## Toponimia
El nombre de la estación es dado en homenaje a Gregorio Jaramillo, sargento del ejército del general Belgrano, que se distinguió por hecho heroico en el combate de Culpina, el 31 de enero de 1816. Otras posibilidades son que el nombre se le haya asignado por dos pobladores, Fermín y Martín Jaramillo, quienes ya vivían en la zona al momento de establecerse la estación de ferrocarril. La última explicación de su nombre podría deberse al nombre de una tribu que habitaba en sus tolderías frente a la estación, sobre una de las márgenes del río Deseado. La denominación Jaramillo se impuso en forma definitiva el 8 de octubre de 1914 por un decreto presidencial dictado en reemplazo de la progresión kilométrica que hasta ese tiempo imperaba.

## Historia
La estación y su estafeta se inauguraron el día 17 de septiembre de 1914 aunque inicialmente fue denominada "Kilómetro 120", cambiándose el nombre a Jaramillo el día 25 de noviembre del mismo año. Mientras que el 9 de abril de 1915 siguiente es elevada de categoría de estafeta postal. En la década de 1930 trabajan allí Segundo Eladio Armendáriz Alfaro y Ramón Martín; José María Busija en 1948. 
Poco después, en el año 1921 se formalizaría la creación del pueblo de Jaramillo en torno a la estación de trenes.
Durante las huelgas obreras del año 1921 protagonizadas principalmente por peones rurales del territorio de Santa Cruz, el día 21 de diciembre se produjo un enfrentamiento armado entre el Ejército Argentino al mando del teniente coronel Héctor Varela y los huelguistas dirigidos por José Font (apodado "Facón Grande") en las inmediaciones de la estación Tehuelches. Los huelguistas sobrevivientes de aquella batalla fueron trasladados a la estación Jaramillo, donde poco después la gran mayoría serían fusilados, entre ellos Facón Grande. A partir de estos sucesos es que se considera un sitio histórico a la estación de Jaramillo.
En 1950 la estafeta fue ascendida a oficina postal con edificio propio, su jefe, en 1958, fue Toribio García, Juan Coberta sin fecha determinada y el último, Ernesto Pando en la década de 1980. Al clausurarse la oficina, se creó en su reemplazo la unidad postal que atiende la Comisión de Fomento, recibiendo como retribución del Correo, el 20% de la venta de estampillas postales.
La estación aun en funcionamiento fue inmortalizada en la película La Patagonia Rebelde del año 1974. En ella, se puede ver el interior de Jaramillo desde el momento 1:12; posterior a la batalla de Tehuelches desarrollada en inmediaciones de la estación Tehuelches. Puntualmente, en cuanto a la estación la película histórica muestra detalles de una estación Jaramillo muy bien preservada pintada de una amarillo suave, un interior blanco muy bien preservado, objetos de los ferroviarios, la vestimenta de su jefe de estación (papel actuado por el original jefe de la estación Marcos Arias) y una sala con equipo telegráfico. Además, desde el momento 1:12:58 se puede ver: carteles nomencladores antiguo intactos, la casa de los peones intacta, corral de ganado, el tanque de agua con un vagón usado como depósito, una rampa de costado, vías auxiliares y un pequeño vagón depósito junto a la estación.
El tren circuló por última vez en julio de 1978. Luego del cierre funcionó, por algunos años, como un centro tradicional para gauchos.
A pesar de que Jaramillo fue nombrada como clave en el plan de reactivación de 2008. La ejecución del plan de reacondicionamiento prometió que en la primera etapa de la obra en 2 meses el tren comenzaría a circular. Las obras no fueron significativas y tardaron a pesar de que contaban con una partida de $90.084.733. Para 2015 Cristina Fernández reinauguró un tramo de la obra. En tanto, el ministro del Interior y Transporte, Florencio Randazzo, aseguró que la obra demandó una inversión de 92 millones de pesos ampliando el presupuesto original. Además se dijo que la obra estaría finalizada en 90 días y conectará Puerto Deseado con el norte de la provincia. Finalmente, la ministra de Desarrollo Social y candidata por ese año a gobernadora de Santa Cruz, Alicia Kirchner, aseguró que con esta reactivación se conectan 14 puestos, siete pueblitos y siete pueblos rurales.
Hoy en día la exestación se encuentra buen estado de conservación y fue en 2009 restaurada totalmente. En 2014 la provincia pudo recuperar el coche de pasajeros P-111 tras estar casi 30 años en el hospital de Rawson. El vagón de pasajeros fue declarado monumento histórico provincial para su preservación, ya que el mismo es propiedad histórica de este ferrocarril y decidió que descansaría en Jaramillo. La comisión logró restaurarlo y hoy es exhibido junto a la exestación. Desde 2020 vivió una nueva restauración para albergar al museo Facón Grande que exhibe la historia del pueblo y los sucesos de la Patagonia Rebelde.
En octubre de 2024 el gobernador Claudio Vidal anticipó que trabaja en el proyecto de recuperación del ferrocarril. El político eligió las instalaciones ferroviarias de Jaramillo para fotografiar su anuncio y aseguró que el tren cubriría los 285 kilómetros de recorrido y volvería a pasar por las estaciones Las Heras, Piedra Clavada, Koluel Kayke, Pico Truncado, Minerales, Fitz Roy, Jaramillo, Tellier y Puerto Deseado. Además, el proyecto presentó mapa que representa el trazado ferroviarios y las estaciones más importantes; siendo Jaramillo clave para la reactivación del ferrocarril que girara en torno al turismo y a los fletes de la industria petrolera con destino al puerto.

## Funcionamiento
El primer informe de horario fue publicado en 1920 con datos vigentes desde el 20 de noviembre de 1917. El documento expuso que los trenes mixtos partían los lunes y jueves desde Deseado a las 8:00, visitaban Jaramillo a las 12:51 y arribaban a las 18:40 a Las Heras. Mientras que el regreso era los martes y sábado desde las Heras a las 8:30 horas con arribo, pasando por Jaramillo a las 12:55 y finalizando en Deseado a las 17:30. La carrera pendiente abajo desde Las Heras era de 1 hora menos y luego se redujo a 30 minutos. El tren a vapor completaba la distancia con Ramón Lista en 36 minutos y para el tramo Jaramillo - Fitz Roy se necesitaban 35 minutos.

El segundo informe de horario tuvo lugar el 1 de noviembre en 1928. El documento expuso que los trenes mixtos partían los lunes y jueves desde Deseado a las 9:00 horas, pasaban por Jaramillo a las 13:40 y arribaban a las 18:30 a Las Heras. Mientras que el regreso era los miércoles y sábado desde las Heras a las 9:00 horas, con llegada a Jaramillo a las 13:45 y culminación en Deseado a las 17:30. Por último, el itinerario informó que los trenes estaban provistos por coche comedor y distinguían entre primera y segunda clase. El tren unía los 20 kilómetros de distancia con Fitz Roy en 40 minutos y con Ramón Lista en otros 55 minutos.
El itinerario de 1930 no informó variaciones significativas respecto al itinerario de 1928. En documento se expuso información precisa de las tarifas: hacer todo el viaje del ferrocarril en primera costaba $24.05 o $13.60 en segunda. En tanto, para tramos simples como Deseado - Jaramillo era $10.30 en primera clase o $5.80 para la segunda.
El itinerario de 1934 brindó información extensa del ferrocarril. El servicio tuvo cambios significativos y era ejecutado por trenes mixtos los días jueves y domingo. El viaje a vapor fue mejorado en sus tiempos; partía a las 9 de Deseado, pasando por Jaramillo a las 12:50, para arribar a Las Heras 17:30. Gracias a esto el ferrocarril completó el recorrido en una hora menos; mientras que la distancia Jaramillo - Ramón Lista pasó a ser ejecutada en 43 minutos y la distancia con Fitz Roy a 30 minutos. En tanto, la vuelta desde Las Heras se producía los días martes y viernes desde las 9, con paso por Jaramillo a las 13:14 y arribo a estación Puerto Deseado a las 17:00. Por último, el documento arrojó un dato peculiar al haber clasificado, con una caligrafía diferente, a Jaramillo como estación de movimientos abundantes y con una población de importancia. Esta clasificación fue compartida con pocas estaciones del ramal. Además, la estación era de los pocos puntos donde las locomotoras se podían abastecer de agua.
Desde el informe de 1936 se observó una de las mayores mejorías en los servicios de este ferrocarril. El miércoles partía el tradicional tren mixto desde Deseado a las 9:00 con paso por Jaramillo a las 13:00 y arribo a Las Heras a las 17:30. Luego, el viernes retornaba desde Las Heras desde las 9, pasando por Jaramillo a las 13:29 para arribar a las 17:00 a Deseado. Por otro lado, el servicio de los lunes partía a las 9:30, pasando por Jaramillo 12:11 y alcanzando Las Heras a las 16:15. El mismo estuvo marcado por la introducción de ferrobuses diésel que aceleraron los tiempos del ferrocarril en 6:15 minutos. El viaje de regreso se producía el martes desde las 9:30, llegando a Jaramillo a las 13:42 y arribo a Deseado a las 16:15.
Otro informe de 1938 mostró la continuidad del servicio ejecutado por ferrobuses. Las condiciones de 1936 se mantuvieron sin modificaciones. Sin embargo, se mostró los horarios de todos los puntos que eran recorridos por ferrobuses; inclusive de las que eran paradas optativas. El ferrobús alcanzaba esta estación a las 12:11 y estaba distanciada de Ramón Lista por 42 minutos y en otros 25 minutos de Fitz Roy.
El itinerario de 1946 comunicó condiciones similares a los anteriores. No obstante, se presentó el abandono de los ferrobuses en favor del vapor. De esta forma, los viajes fueron ejecutados por trenes mixtos que partían con coche comedor los lunes desde Puerto Deseado a las 9:00 horas, paraba en Jaramillo a las 12:50 arribaba a las 17:30 a Las Heras. Estaba separada de kilómetro 131 (el mismo apareció por primera vez en este documento) por 18 minutos y de Ramón Lista por otros 43 minutos de distancia. El dato más relevante fue que la estación volvió a estar clasificada entre las pocas estaciones principales de la línea; siendo escrita con caligrafía diferente indicando movimiento relevante y población significativa. Además, volvió a ser confirmada como uno de los pocos puntos donde se abastecían las locomotoras de agua en el ramal.
El mismo itinerario de 1946 fue presentado por otra editorial y en él se hace mención menos detallada de los servicios de pasajeros de este ferrocarril. En el documento se confirmó las mismas condiciones del itinerario anterior. Por otro lado, las tarifas mantuvieron los valores y secciones de 1938.
El último informe de horarios de noviembre de 1955 expuso cambios significativos: todos los servicios de pasajeros pasaron a ser operados por ferrobuses. Además, se modificaron los horarios y días; partiendo el coche motor desde Deseado los lunes, miércoles y viernes a las 13:30, visitando Jaramillo a las 16:03 y arribo a Las Heras a las 19:15 horas. El regreso se producía desde Las Heras martes, jueves y sábados con partida a las 13:30, paso por Jaramillo a las 16:31 y arribo a Deseado a las 18:45. El coche motor tardaba en unir Jaramillo con Ramón Lista unos 23 minutos y con Fitz Roy otros 36 minutos.

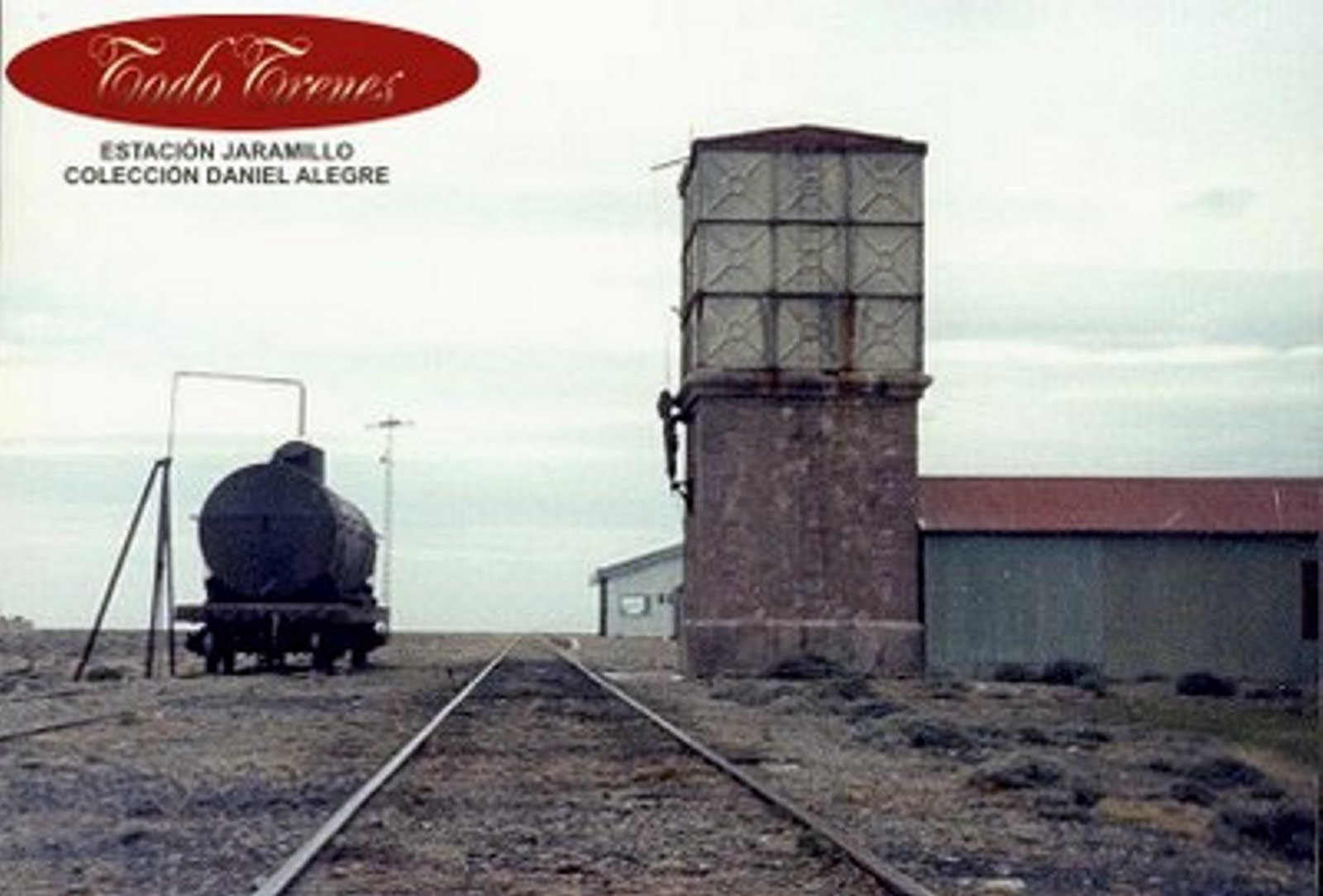
La estación en buen estado durante sus últimos años de actividad. En su desvío se dejaba un vagón cisterna para provisión de agua.

### Colección de boletos
Una extensa colección de boletos confirma a Jaramillo como punto concurrido. En los boletos figura como Jaramillo a secas.

## Infraestructura
Fue construida como estación de tercera clase. Sin embargo, su uso excedió su planificación y fue capaz de brindar todos los servicios del ferrocarril. Además, como lo muestran las fotografías fue ampliada sobre uno de los laterales para asemejarla a las de segunda clase.
Está ubicada a 189,50 m s. n. m. La progresión de las vías es de 121,3 kilómetros en este punto.
El primer documento que detalló el equipamiento de este punto fue el itinerario de 1934. El mismo detalla que Jaramillo estaba dotada de:
- Apartadero 613 m.
- Estanque Piggott 49 m³ 32,000.
- Corral 577 m².
- Capa freática a 18,40 m.

Posteriormente, un informe de 1958 detalla que esta estación estaba habilitada para brindar todos los servicios de su línea como cargas, pasajeros, hacienda, encomiendas y telégrafos. Su infraestructura y dimensiones la hacían estación de 3° clase (el equipamiento más sencillo en este ferrocarril). Mientras que para desempeñar sus tareas ferroviarias se valía de:
- Apartadero 613 m.
- Desvíos 630 m.
- Estanque Piggott 49 m³ 32,000.
- Corral 577 m².
- 1 rampa de costado.
- Capa freática a 18,40 m.
- Caseta caminero.

La leve diferencia entre ambos documentos se puede deber a posteriores mejoras o una mejor medición.

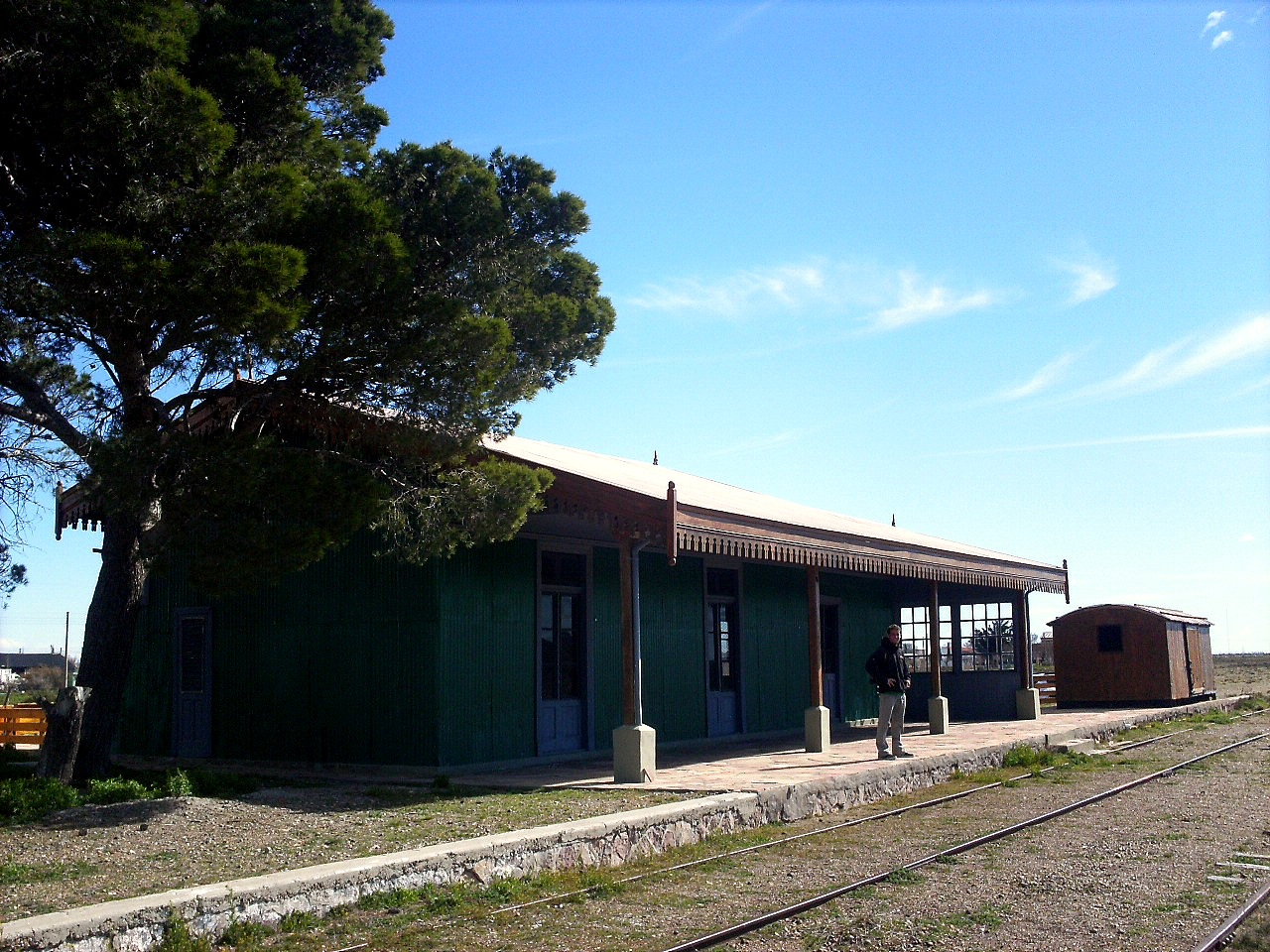
La estación Jaramillo restaurada, junto a ella un antiguo vagón usado como depósito

## Galería
|                                                     |
| Vista de la torre de agua de la estación Jaramillo. |

|                                                                                    |
| Vivienda de las cuadrillas, modificada y ampliada posteriormente a su terminación. |